# (7735) Scorzelli
(7735) Scorzelli es un asteroide perteneciente al cinturón de asteroides, región del sistema solar que se encuentra entre las órbitas de Marte y Júpiter.
Fue descubierto el 31 de octubre de 1980 por Schelte John Bus  desde el Observatorio Palomar.

## Designación y nombre
Designado provisionalmente como 1980 UL1, fue nombrado  por Rosa Scorzelli (n. 1940) quien es meteoriticista del Centro Brasileño de Investigaciones Físicas. Su investigación se ha centrado en los estudios de Mössbauer de meteoritos metálicos para comprender las complejas historias de enfriamiento que experimentaron durante la formación del núcleo de los planetas menores.

## Características orbitales
Scorzelli está situado a una distancia media del Sol de 2,758 ua, pudiendo alejarse hasta 3,219 ua y acercarse hasta 2,297 ua. Su excentricidad es 0,167 y la inclinación orbital 8,248 grados. Emplea 1672,90 días en completar una órbita alrededor del Sol.
Pertenece a la familia de asteroides de (93) Minerva.

## Características físicas
La magnitud absoluta de Scorzelli es 13,29. Tiene 6,719 km de diámetro y su albedo se estima en 0,470.